# Un disco per l'estate 1991
L'edizione 1991 di Saint Vincent, la grande festa dell'estate, manifestazione musicale senza gara che sostituisce in alcuni anni Un disco per l'estate, venne realizzata in coproduzione dalla RAI e dalla TVE e prese il nome di Saint Vincent estate, cuando calienta el sol. Il programma, a cui parteciparono artisti italiani e spagnoli, venne trasmesso in contemporanea in Italia (su Raiuno) e Spagna (su TVE 1), rispettivamente da Saint Vincent e Tossa de Mar, il 20 e 27 giugno. I presentatori furono Raffaella Carrà (da Saint Vincent) e Gigi Sabani (da Tossa de Mar), affiancati rispettivamente dagli spagnoli Ricardo Fernández Deu e Miriam Díaz Aroca. La regia fu affidata a Sergio Japino e Juan Villaescusa.

## Partecipanti

### 20 giugno
- Al Bano e Romina Power
- Giorgio Faletti
- Marisa Laurito
- Arturo Brachetti
- Claudio Baglioni
- Montserrat Caballé
- Pepe Carroll
- El Ultimo de la Fila
- Bordon 4

### 27 giugno
- Ladri di Biciclette
- Mango
- Mietta
- Al Bano e Romina Power
- Miguel Bosé
- Nino Frassica